# Nezih Fıratlı
Nezih Fıratlı est un archéologue et conservateur turc né en Anatolie en 1922 et mort à Istanbul le 21 mars 1979.

## Biographie
Diplômé de langue et d'histoire à l'université d'Ankara en 1944, il entame une carrière d'archéologue à Istanbul et dans d'autres sites importants de Turquie : il participe notamment entre 1964 et 1969 avec Martin Harrison aux grandes fouilles de Saraçhane qui révèlent les vestiges de Saint-Polyeucte, la grande église édifiée par Anicia Juliana entre 524 et 527.
Il devient ensuite directeur du Musée archéologique d'Istanbul et entreprend en 1978 de reprendre le dossier des sculptures byzantines de Constantinople, déjà en partie publié par André Grabar. Il meurt l'année suivante avant d'avoir pu mener à bien le projet qui est achevé par l'équipe française avec laquelle il collaborait.

## Œuvre de Nezih Fıratlı
- (en) R. Martin Harrison et Nezih Fıratlı, « Excavations at Saraçhane in Istanbul: First Preliminary Report », Dumbarton Oaks Papers, vol. 19,‎ 1965, p. 231-236 ;
- (en) R. Martin Harrison et Nezih Fıratlı, « Excavations at Saraçhane in Istanbul: Second and Third Preliminary Reports », Dumbarton Oaks Papers, vol. 20,‎ 1966, p. 223-238 ;
- (en) R. Martin Harrison et Nezih Fıratlı, « Excavations at Saraçhane in Istanbul: Fourth Preliminary Report », Dumbarton Oaks Papers, vol. 21,‎ 1967, p. 273-278 ;
- (en) R. Martin Harrison, Nezih Fıratlı et John W. Hayes, « Excavations at Saraçhane in Istanbul: Fifth Preliminary Report, with a Contribution on A Seventh-Century Pottery Group », Dumbarton Oaks Papers, vol. 22,‎ 1968, p. 195-216 ;
- La sculpture byzantine figurée au musée archéologique d'Istanbul (catalogue revu et présenté par C. Metzger, A. Pralong, J.-P. Sodini), Paris, 1990.